# Manly Wade Wellman
Pour les articles homonymes, voir Manly, Wade et Wellman.
Œuvres principales
- After Dark

Manly Wade Wellman, né le 21 mai 1903 à Kamundongo en Angola et mort le 5 avril 1986 à Chapel Hill en Caroline du Nord, est un auteur américain.

## Biographie
Wellman est né à Kamundongo en Angola. Il étudie à l’université municipale de Wichita (devenue ensuite université d’État) au Kansas, puis obtient son diplôme à l’université Columbia. Il a longtemps vécu en Caroline du Nord.
Il a reçu plusieurs récompenses, dont un prix World Fantasy et un prix Edgar-Allan-Poe.
Il est principalement connu pour ses romans d’horreur et de fantasy dans les Appalaches dépeignant le folklore de la région, comme The Old Gods Waken en 1979 où apparaissent les Corbeaux moqueurs, êtres maléfiques issus de la mythologie Cherokee. Il a également touché à de nombreux genres dont la science-fiction, la fiction historique, le roman policier, le western fiction (en) et la littérature pour enfant. Dans la fin des années 1920, durant la période des films muets, Wellman a écrit plusieurs critiques pour Wichita Beacon. Il a également participé à l’écriture du Spirit lorsque son créateur, Will Eisner, combattait durant la Seconde Guerre mondiale.

## Œuvres
Les titres donnés sont les titres originaux.

### Science-fiction et fantasy
- 1929 – The Invading Asteroid
- 1941 – Sojarr of Titan
- 1941 – The Devil's Asteroid
- 1950 – The Beasts from Beyond [ou Strangers on the Heights]
- 1951 – Devil's Planet
- 1957 – Twice in Time
- 1959 – The Dark Destroyers [version courte de Nuisance Value]
- 1959 – Giants from Eternity
- 1961 – Island in the Sky
- 1968 – The Solar Invasion (roman avec Captain Future)
- 1975 – Worse Things Waiting (en) (recueil, prix World Fantasy du meilleur recueil de nouvelles 1975)
- 1975 – Sherlock Holmes's War of the Worlds (en), avec Wade Wellman
- 1977 – The Beyonders
- 1987 – The Valley So Low: Southern Mountain Stories (Ed. Karl E. Wagner, recueil)
- 2000 à 2003 – The Collected Stories of Manly Wade Wellman :
  1. The Third Cry to Legba and Other Invocations (2000) (histoires de John Thunstone et Lee Cobbett)
  2. The Devil is Not Mocked and Other Warnings (2001)
  3. Fearful Rock and Other Precarious Locales (2001) (histoires de Judge Pursuivant et Sergeant Jaeger)
  4. Sin’s Doorway and Other Ominous Entrances (2003)
  5. Owls Hoot in the Daytime and Other Omens (2003) (histoires de John the Balladeer)

### Anthologies et romans consacrés à Silver
- 1963 – Who Fears the Devil? (en)
- 1979 – The Old Gods Waken
- 1980 – After Dark
- 1981 – The Lost and the Lurking
- 1982 – The Hanging Stones
- 1984 – The Voice of the Mountain
- 1988 – John the Balladeer (Ed. Karl E. Wagner, recueil de toutes les nouvelles avec Silver John)
- 2003 – Owls Hoot In The Daytime And Other Omens (Ed. Night Shade Press, contient également toutes les nouvelles avec Silver John)

### Anthologies et romans consacrés à John Thunstone
- 1981 – Lonely Vigils (en) (nouvelles de Thunstone et de Judge Pursuivant)
- 1983 – What Dreams May Come
- 1985 – The School of Darkness

### Littérature jeunesse
- 1927 – The Lion Roared (contes d’horreur)
- 1947 – The Sleuth Patrol
- 1948 – The Mystery of Lost Valley
- 1950 – The Raiders of Beaver Lake
- 1951 – The Haunts of Drowning Creek
- 1952 – Wild Dogs of Drowning Creek
- 1953 – The Last Mammoth
- 1954 – Gray Riders: Jeb Stuart and His Men
- 1954 – Rebel Mail Runner
- 1955 – Flag on the Levee
- 1956 – To Lands Unknown
- 1956 – Young Squire Morgan
- 1957 – Lights over Skelton Ridge
- 1957 – The Master of Scare Hollow
- 1958 à 1960 – Iron Scouts Trilogy'
  - The Ghost Battalion: A Story of the Iron Scouts (1958)
  - Ride, Rebels!: Adventures of the Iron Scouts (1959)
  - Appomattox Road: Final Adventures of the Iron Scouts (1960)
- 1960 – Third String Center
- 1961 – Rifles at Ramsour's Mill: A Tale of the Revolutionary War
- 1962 – Battle for King's Mountain
- 1962 – Clash on the Catawba
- 1963 – The South Fork Rangers
- 1963 – The River Pirates
- 1963 – Settlement on Shocco: Adventures in Colonial Carolina
- 1964 – Mystery at Bear Paw Gap
- 1966 – The Specter of Bear Paw Creek
- 1966 – Battle at Bear Paw Gap
- 1967 – Jamestown Adventure
- 1968 – Brave Horse: The Story of Janus
- 1968 – Carolina Pirate
- 1969 – Frontier Reporter
- 1969 – Mountain Feud
- 1971 – Fast Break Five

### Autres romans
- 1947 – A Double Life
- 1947 – Find My Killer
- 1955 – Fort Sun Dance (western)
- ???? – Not At These Hands
- 1960 – Candle of the Wicked
- 1986 – Cahena (roman historique)

### Autres ouvrages
- 1949 – Giant in Gray: A Biography of Wade Hampton III of South Carolina
- 1954 – Dead and Gone: Classic Crimes of North Carolina, vainqueur du prix Edgar du meilleur récit de crime (« Best Fact Crime ») en 1956
- 1956 – Rebel Boast: First at Bethel, Last at Appomattox
- 1957 – Fastest on the River: The Great Race Between the Natchez and the Robert E. Lee
- 1958 – The Life and Times of Sir Archie, avec Elizabeth A. C. Blanchard
- 1959 – The County of Warren, 1586-1917
- 1959 – They Took Their Stand: The Founders of the Confederacy
- 1959 – The Rebel Songster: Songs the Confederates Sang
- 1960 – Harpers Ferry, Prize of War
- 1961 – The County of Gaston, avec Robert F. Cope
- 1962 – The County of Moore, 1947-1947
- 1966 – Winston-Salem:The Founders
- 1970 – Napoleon of the West: A Story of the Aaron Burr Conspiracy
- 1971 – The Kingdom of Madison: A Southern Mountain Fastness And Its People
- 1974 – The Story of Moore County
- 1976 – A City's Culture: Painting, Music, Literature

## Prix

### Remportés
- 1946 – Prix du Ellery Queen's Mystery Magazine, meilleure histoire pour A Star for a Warrior
- 1956 – Mystery Writers of America Prix Edgar-Allan-Poe, Best Fact Crime Story, Dead and Gone
- 1975 – Prix World Fantasy du meilleur recueil de nouvelles pour Worse Things Waiting
- 1980 – Prix World Fantasy pour l'ensemble de sa carrière
- 1985 – Prix British Fantasy, prix Spécial

### Sélections
- 1959 – Prix Hugo de la meilleure nouvelle courte pour Nine Yards of Other Cloth
- 1975 – Prix World Fantasy pour sa carrière
- 1976 – Prix World Fantasy du meilleur roman court pour The Ghastly Priest Doth Reign
- 1977 – Prix World Fantasy pour sa carrière
- 1978 – Prix World Fantasy pour sa carrière
- 1979 – Prix World Fantasy pour sa carrière
- 1980 – Prix Balrog du meilleur écrivain professionnel
- 1981 – Prix Locus du meilleur roman de fantasy pour After Dark
- 1989 – Prix Locus du meilleur recueil de nouvelles pour John the Balladeer